# Steve LaSpina
Steven Frank LaSpina (Wichita Falls, 24 maart 1954) is een Amerikaanse jazzbassist.

## Biografie
LaSpina groeide op in Chicago. Zijn vader en grootvader speelden beiden in dansbands. Hij bezocht de University of Illinois en de DePaul University. Hij begon pas professioneel te spelen in Chicago tijdens de jaren 1970. Hij speelde met Bunky Green, Larry Novak, Joe Daley (1975-1979) en Chet Baker (1978). In 1978 begon hij ook te werken met Marian McPartland, met wie hij bleef samenwerken tot 1986.
In 1979 verhuisde hij naar New York, waar hij regelmatig samenwerkte met muzikanten als de saxofonisten Benny Carter, Stan Getz en Phil Woods, de zangers Joe Williams en Mark Murphy, de trompettisten Clark Terry, Chet Baker en Randy Brecker en de gitarist Pat Martino. Hij speelde met het orkest van Mel Lewis (1978-1982), Stan Getz (1986-1987), Jim Hall (vanaf 1988), Andy LaVerne (vanaf 1989) en Benny Carter (tweede helft jaren 1990). Afzijdig van deze bands speelde LaSpina met Toots Thielemans, Joe Williams, Dave Liebman, Richie Beirach, Bob Brookmeyer, Al Cohn, Zoot Sims, Pat Martino en Tommy Flanagan.
Tijdens de jaren 1980 speelde hij in de trio's van Claude Bolling en Marian McPartland, het kwartet van Ron McCroby en in het duo met Jack Fragomeni. Sinds midden jaren 1990 toerde LaSpina met de gitarist Jim Hall en nam hij met hem meerdere albums op. 
Sinds 1992 ontstond een reeks albums onder zijn eigen naam voor SteepleChase Records, waaraan muzikanten als Marc Copland, Billy Drewes, Jeff Hirshfield, Vic Juris, Jim McNeely, Fred Hersch en Dave Ballou meewerkten.

## Als onderwijzer
Hij onderwees aan de New York University, aan het College of St. Rose en sinds 1999 aan de William Paterson University en gaf cursussen aan het Skidmore Jazz Institute van het Berklee College of Music.

## Discografie
- 1992: New Horizon met Marc Copland, Billy Drewes, Jeff Hirshfield, (Steeplechase)
- 1994: Eclipse
- 1995: When I'm Alone met Marc Copland, Billy Drewes, Jeff Hirshfield
- 1996: Story Time met Marc Copland, Billy Drewes, Jeff Hirshfield, Vic Juris
- 1997: Road Ahead met Billy Drewes, Jeff Hirshfield
- 1997: When Children Smile met Dave Ballou, Billy Drewes, Jeff Hirshfield, Vic Juris
- 2000: Distant Dream met Billy Drewes, Fred Hersch, Jeff Hirshfield, Ben Monder
- 2001: The Bounce met Dave Ballou, Billy Drewes, Jeff Hirshfield
- 2003: Remember When
- 2006: Play Room met Dave Ballou, Billy Drewes, Jeff Hirshfield, Gary Versace

### Als sideman
Met Nick Brignola
- 1997: Poinciana (Reservoir Music)

Met Benny Carter
- 1996: Benny Carter Songbook (MusicMasters)
- 1997: New York Nights (MusicMasters)
- 1997: Benny Carter Songbook Volume II (MusicMasters)

Met het Jim Hall Trio
- ????: These Rooms met Tom Harrell

Met Andy LaVerne
- 1990: Severe Clear (SteepleChase Records)
- 1990: Standard Eyes (SteepleChase Records)
- 1992: Now It Can Be Played (SteepleChase Records) met John Abercrombie
- 1996: Serenade In Silver (SteepleChase Records)

Met Pat Martino
- 1987: The Return (Muse Records)

Met John Tchicai
- 2009: In Monk's Mood (SteepleChase Records)

Met Marlene VerPlanck
- 2008: Once There Was a Moon (Audiophile Records)

- Bibsys: 3070253
- Bibliothèque nationale de France: cb13931414s (data)
- Gemeinsame Normdatei: 134576241
- International Standard Name Identifier: 0000 0000 6310 2910
- Library of Congress Control Number: n85244975
- MusicBrainz: 0fef331e-21a4-49d7-a702-9bbc11aaf1f1
- Nationale bibliotheek van Australië: 35994440
- Nationale Bibliotheek van Israël: 987007337144905171
- Réseau des bibliothèques de Suisse occidentale: 02-A006143296
- Istituto Centrale per il Catalogo Unico: MODV149199
- Système universitaire de documentation: 250628821
- Virtual International Authority File: 51878180
- WorldCat: E39PBJq74tjyk66dMKRwVCBMfq